# 1953 (numero)
Millenovecentocinquantatré (1953) è il numero naturale dopo il 1952 e prima del 1954.

## Proprietà matematiche
- È un numero dispari.
- È un numero composto da 12 divisori: 1, 3, 7, 9, 21, 31, 63, 93, 217, 279, 651, 1953. Poiché la somma dei suoi divisori (escluso il numero stesso) è 1375 < 1953, è un numero difettivo.
- È un numero triangolare.
- È un numero palindromo e un numero ondulante nel sistema posizionale a base 5 (30303).
- È un numero nontotiente in quanto dispari e diverso da 1.
- È un numero malvagio.
- È parte delle terne pitagoriche (496, 1953, 2015), (780, 1953, 2103), (1504, 1953, 2465), (1860, 1953, 2697), (1953, 2604, 3255), (1953, 3080, 3647), (1953, 4104, 4545), (1953, 6696, 6975), (1953, 8680, 8897), (1953, 9996, 10185), (1953, 12900, 13047), (1953, 20460, 20553), (1953, 23504, 23585), (1953, 30240, 30303), (1953, 38896, 38945), (1953, 61504, 61535), (1953, 70620, 70647), (1953, 90804, 90825), (1953, 211896, 211905), (1953, 272440, 272447), (1953, 635700, 635703), (1953, 1907104, 1907105).

## Astronomia
- 1953 Rupertwildt è un asteroide della fascia principale del sistema solare.

## Astronautica
- Cosmos 1953 è un satellite artificiale russo.